# Jessica Mink

Jessica Mink (anteriormente Douglas John Mink) é uma desenvolvedora de software e arquivista de dados americana no Centro de Astrofísica Harvard-Smithsonian. Ela fez parte da equipe que descobriu os anéis ao redor do planeta Urano.

## Primeiros anos e carreira
Mink nasceu em Lincoln, Nebraska, em 1951 e formou-se na Dundee Community High School em 1969. Ela obteve o grau de S.B. (1973) e um S.M. (1974) em Ciência Planetária pelo Instituto de Tecnologia de Massachusetts (MIT). Trabalhou na Universidade Cornell de 1976 a 1979 como desenvolvedora de software astronômico. Foi durante esse período que integrou a equipe que descobriu os anéis ao redor de Urano. Dentro da equipe, ela era responsável pelo software de redução de dados e pela análise dos dados. Após trabalhar na Cornell, retornou ao MIT, onde contribuiu para a descoberta dos anéis de Netuno. Ela escreveu diversos pacotes de software amplamente utilizados em astrofísica, incluindo WCSTools e RVSAO.
Apesar de não possuir um PhD, Mink é membro da Sociedade Astronômica Americana e da União Astronômica Internacional.

## Vida pessoal
Mink é uma ciclista entusiasta. Ela atuou como diretora e oficial da Massachusetts Bicycle Coalition e tem sido a responsável pelo planejamento da rota da seção de Massachusetts da East Coast Greenway desde 1991.
Mink é uma mulher transgênero e tornou pública sua transição em 2011, aos 60 anos de idade. Desde então, tem compartilhado suas experiências sobre a transição. Ela também foi destaque em artigos sobre a experiência de transição no ambiente profissional. Mink foi coorganizadora da conferência Inclusive Astronomy em 2015, na Universidade Vanderbilt.